# Ваконь-Нёйи
Вако́нь-Нёйи́ (фр. Vacognes-Neuilly) — коммуна во Франции, находится в регионе Нижняя Нормандия. Департамент коммуны — Кальвадос. Входит в состав кантона Эвреси. Округ коммуны — Кан.
Код INSEE коммуны — 14721.

## Население
Население коммуны на 2010 год составляло 507 человек.
| 1962 | 1968 | 1975 | 1982 | 1990 | 1999 | 2010 |
| ---- | ---- | ---- | ---- | ---- | ---- | ---- |
| 255  | 246  | 273  | 332  | 414  | 412  | 507  |

## Экономика
В 2010 году среди 342 человек трудоспособного возраста (15—64 лет) 247 были экономически активными, 95 — неактивными (показатель активности — 72,2 %, в 1999 году было 74,4 %). Из 247 активных жителей работали 226 человек (126 мужчин и 100 женщин), безработных было 21 (12 мужчин и 9 женщин). Среди 95 неактивных 31 человек были учениками или студентами, 45 — пенсионерами, 19 были неактивными по другим причинам.